# James Coburn (Politiker)
James Coburn (genannt: The Duker, * 31. Oktober 1882 in Dundalk, County Louth; † 5. Dezember 1953) war ein irischer Politiker (Fine Gael). Er war von 1927 bis zu seinem Tod 1953 Teachta Dála (Abgeordneter) des Unterhauses (Dáil Éireann) im Oireachtas.

## Karriere
James Coburn machte eine Ausbildung zum Maurer und wurde später Vorarbeiter. 1914 heiratete er Elizabeth Grant, mit der er sieben Kinder hatte. Darunter war auch George Coburn, der ihm als Politiker nachfolgte. 1920 wurde er für die Irish Parliamentary Party in die Kommunalvertretung des Louth County Council gewählt, der er bis zu seinem Tod angehörte. Bei den Wahlen 1923 trat er im Wahlkreis Monaghan an, wurde jedoch nicht gewählt. 1926 trat er in die Partei National League ein. Er wurde dann auf Anhieb bei den Wahlen im Juni 1927 für den Wahlkreis Louth gewählt. Bei den Wahlen im September 1927 vertraten nur noch er und William Redmond die National League. 1931 wurde die Partei aufgelöst. Coburn trat dann bei den Wahlen 1932 und 1933 als unabhängiger Kandidat an und war jeweils erfolgreich. Als sich 1933 die Fine Gael bildete, trat er ihr bei. Coburn konnte bei allen nachfolgenden Wahlen bis einschließlich denen von 1951 seinen Sitz halten.